# Auricythere
Auricythere is een geslacht van kreeftachtigen uit de klasse van de Ostracoda (mosselkreeftjes).

## Soort
- Auricythere sublitoralis Morais & Coimbra, 2014